# Les Halles, janvier 1973
Pour plus de détails, voir Fiche technique et Distribution.
Les Halles est un documentaire français réalisé par Philippe Haudiquet en 1973.

## Fiche technique
- Titre : Les Halles
- Réalisation : Philippe Haudiquet
- Photographie : Claude Beausoleil et Jean-Claude Boussard
- Son : Alain Lachassagne et Gérard Barra
- Montage : Chantal Remy
- Production : Citévox
- Pays d'origine :  France
- Genre : documentaire
- Durée : 7 minutes
- Date de sortie : France, 1973

## Intervenants
- Madame Robinot : café Au Mimosa, Les Halles, Paris.